# 10699 Calabrese
10699 Calabrese è un asteroide della fascia principale. Scoperto nel 1981, presenta un'orbita caratterizzata da un semiasse maggiore pari a 3,2123298 UA e da un'eccentricità di 0,0428221, inclinata di 2,50892° rispetto all'eclittica.